# BC Cherno More Varna
Le BC Cherno More Varna ((bg) Черно море“) un club bulgare de basket-ball basé à Varna.

## Noms successifs
- Depuis 2005 : Cherno More IG Verna
- Avant 2005 : MM-Beer Cherno More

## Palmarès
- Champion de Bulgarie : 1999
- Vainqueur de la Coupe de Bulgarie : 1998, 1999, 2000

## Entraîneurs successifs
Depuis ? : Darin Velikov